# PayPal Maffia
A PayPal Maffia a PayPal korábbi alkalmazottainak és alapítóinak egy csoportja, akik azóta további technológiai cégeket alapítottak és/vagy fejlesztettek a Szilícium-völgyben, mint például a LinkedIn, Palantir Technologies, SpaceX, Affirm, Slide, Kiva, YouTube, Yelp és Yammer. A tagok többsége a Stanford Egyetemen vagy az Illinois-i Urbana-Champaign Egyetemen tanult.

## Története
A PayPal eredetileg egy pénzátutalási szolgáltatás volt, amelyet egy Confinity nevű cég kínált, amely 1999-ben egyesült az X.com-mal. Később az X.com-ot átnevezték PayPal-ra, és 2002-ben az eBay megvásárolta. Az eredeti PayPal-alkalmazottaknak nehéz volt beilleszkedniük az eBay hagyományosabb vállalati kultúrájába, és négy éven belül az első 50 alkalmazottból 12 kivételével mindenki távozott. Társadalmi és üzleti ismerősként maradtak kapcsolatban, és a következő években többen közülük együtt dolgoztak új vállalatok és kockázati cégek alapításán. A PayPal öregdiákjainak ez a csoportja annyira termékennyé vált, hogy a PayPal Maffia kifejezést alkották meg. A kifejezés még szélesebb körben ismertté vált, amikor a Fortune magazin 2007-es cikke bemutatta a csoportot, egy ma már ikonikus fotóval együtt, amelyen a tagok maffia stílusú öltözékben láthatóak, kiemelve befolyásukat a Szilícium-völgyben és szerepüket a nagy technológiai cégek alapításában vagy befektetésekben.

## Tagok
- Peter Thiel
- Max Levchin
- David O. Sacks
- Scott Banister
- Roelof Botha
- Steve Chen
- Reid Hoffman
- Ken Howery
- Chad Hurley
- Eric M. Jackson
- Joe Lonsdale
- Dave McClure
- Luke Nosek
- Keith Rabois
- Premal Shah
- Russel Simmons
- Jeremy Stoppelman
- Yishan Wong
- Elon Musk

## Hagyaték
A PayPal maffiát néha a 2001-es dot-com bukást követően a fogyasztóközpontú internetes cégek újbóli megjelenésének ösztönzőjeként tartják számon. A PayPal maffia jelenségét az Intel 1960-as évek végi alapításához hasonlították olyan mérnökök, akik korábban a Shockley Semiconductorból kilépve megalapították a Fairchild Semiconductort. Sarah Lacy újságíró Egyszer szerencsés vagy, kétszer jó vagy című könyvében tárgyalja őket. Lacy szerint a kiválasztási folyamat és a technikai tanulás a PayPalnál szerepet játszott, de a későbbi sikerük fő tényezője az ott szerzett önbizalom volt. Sikerüket a fiatalságuknak, a Szilícium-völgy fizikai, kulturális és gazdasági infrastruktúrájának, valamint a képességeik sokszínűségének tulajdonították. A PayPal alapítói szoros társadalmi kötelékeket szorgalmaztak a dolgozók között, és sokan közülük a PayPalból való távozásuk után is bíztak és támogatták egymást. Az intenzív versenykörnyezet és a vállalat fizetőképességének fenntartásáért folytatott közös küzdelem a sok kudarc ellenére is hozzájárult a volt alkalmazottak közötti erős és tartós bajtársiassághoz.

## Politika
A csoport néhány tagja, például Peter Thiel, David Sacks és Elon Musk később libertárius és konzervatív politikai nézeteket vallott. Ezzel szemben Reid Hoffman rendszeresen számos demokrata kampány és politikai törekvés kiemelt adományozója volt.
A 2024-es amerikai elnökválasztás után a The Economist azt írta, hogy a PayPal-maffia Donald Trump újraválasztásával "átveszi az irányítást Amerika kormánya felett." Thiel pártfogoltja, JD Vance lett Trump alelnöke, Musk az új kormányzati hatékonysági minisztérium (DOGE) vezetője lett, Sacks pedig Trump tanácsadója lett az AI és a kriptovaluták terén. Csak Musk több mint 250 millió dollárt adományozott Trump újbóli elnökválasztási kampányának.